# Spirostreptus nebularius
Spirostreptus nebularius är en mångfotingart som beskrevs av Kraus 1958. Spirostreptus nebularius ingår i släktet Spirostreptus och familjen Spirostreptidae. Inga underarter finns listade i Catalogue of Life.